# Бьоркстранд, Оливер

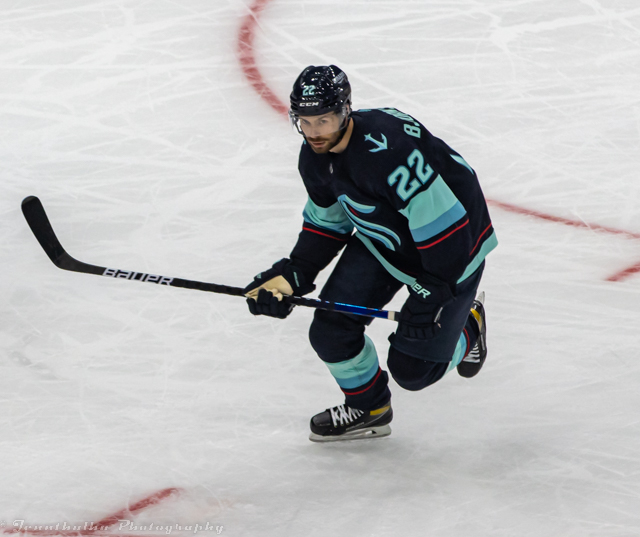
Бьоркстранд в 2022 году во время предсезонного матча против «Эдмонтон Ойлерз»

Оливер Бьоркстранд (дат. Oliver Bjorkstrand; 10 апреля 1995 года, Хернинг, Дания) — профессиональный датский хоккеист, правый нападающий клуба НХЛ «Тампа-Бэй Лайтнинг». Младший брат хоккеиста Патрика Бьоркстранда.

## Карьера
Начинал заниматься хоккеем в родном Хернинге. Играл за юношеские и молодёжные клубы, входящие в систему «Хернинга Блю Фокс». В 17 лет дебютировал за основной состав клуба в Датской хоккейной лиге. Тогда им руководил отец хоккеиста Тодд Бьоркстранд. В 2012 году нападающий уехал в США, где подписал контракт с командой «Портленд Уинтерхокс». Через год Бьоркстранд был задрафтован клубом НХЛ «Коламбус Блю Джекетс».
Дебютировал в НХЛ в сезоне 2015/16, сыграв в концовке сезона 12 матчей. К тому моменту «Жакеты» практически лишились шансов на плей-офф. В своем втором матче против «Нью-Джерси Девилз» отметился дублем. За оставшиеся игры забросил ещё 2 шайбы и отдал 4 результативных передачи.
В следующем сезоне, сыграв 3 матча в основе, был переведен в фарм-клуб «Коламбуса» «Лейк-Эри Монстерз». Но в феврале был возвращен в состав «Блю Джекетс» и играл во всех оставшихся матчах, в том числе и в серии плей-офф против «Питтсбург Пингвинз».
8 декабря 2024 года набрал 4 очка (2+2) в игре против «Рейнджерс» (7:5).

## Карьера в сборной
В 2012 года дебютировал в юниорской сборной Дании. В этом же году Бьоркстранд удалось попасть в состав молодёжной сборной страны. В конце 2013 года, вместе с партнерами сумел пробиться в элиту.
Участник молодёжного чемпионата мира 2015 в составе сборной Дании, на котором он был капитаном команды.

## Статистика
| Легенда | Легенда                    | Легенда | Легенда                   | Легенда | Легенда    |
| ------- | -------------------------- | ------- | ------------------------- | ------- | ---------- |
| И       | Количество проведённых игр | Штр     | Штрафное время            | +/−     | Плюс-минус |
| Г       | Голы                       | П       | Голевые передачи          | О       | Очки       |
| -       | Статистика неизвестна      | —       | Статистика не учитывалась |         |            |

## Награды и достижения

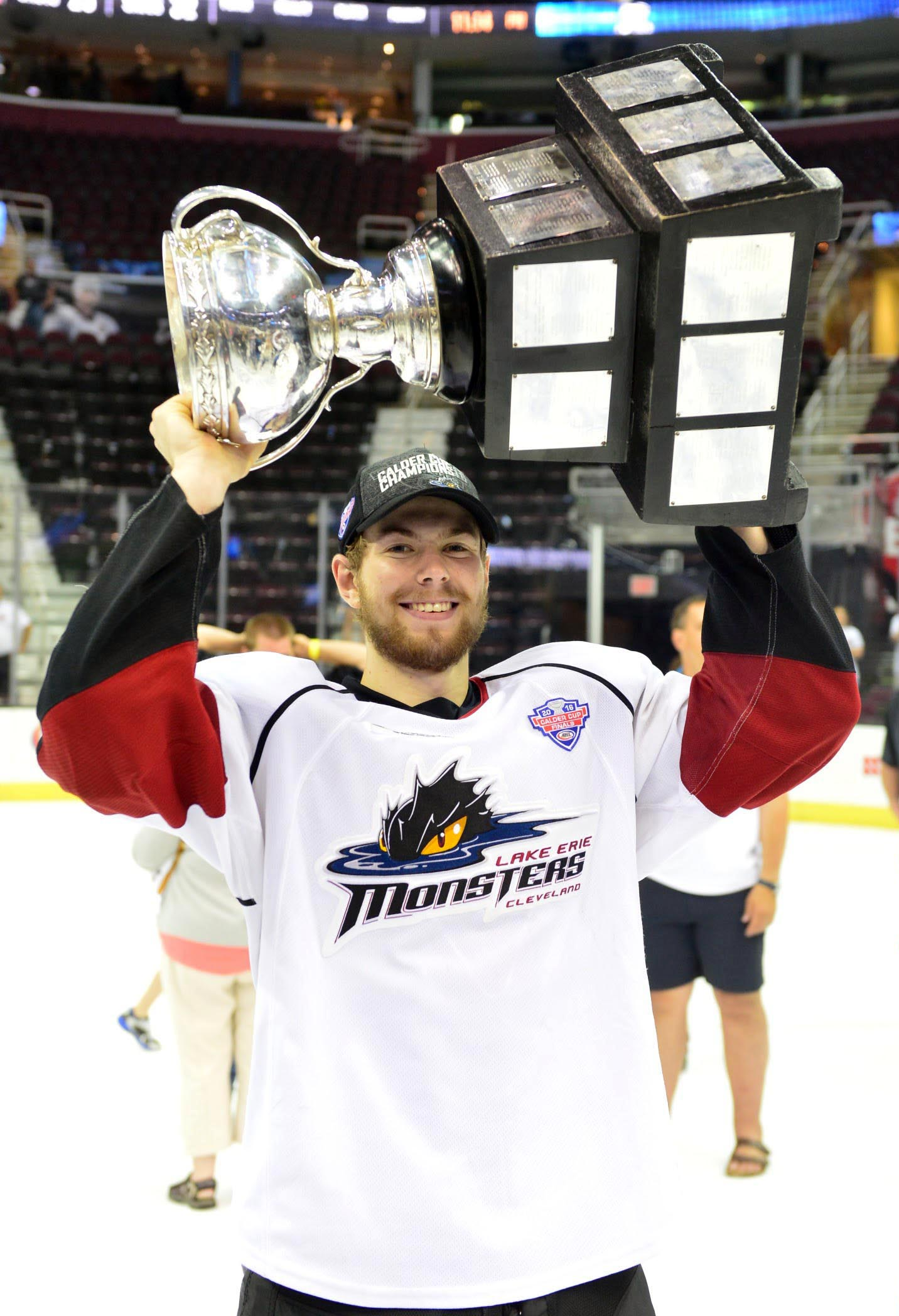
Бьоркстранд с Кубком Колдера в 2016 году

| Приз                                               | Сезон   |       |
| -------------------------------------------------- | ------- | ----- |
| Первая сборная Всех звёзд Западной конференции WHL | 2013-14 | [ 1 ] |
| Игрок месяца WHL (январь, февраль, март)           | 2014-15 | [ 2 ] |
| Лучший игрок WHL (Фоур Бронкос Мемориал Трофи)     | 2014-15 |       |
| Лучший бомбардир WHL (Боб Кларк Трофи)             | 2014-15 | [ 3 ] |
| Первая сборная Всех звёзд Западной конференции WHL | 2014-15 | [ 3 ] |
| WHL плюс/минус Эворд                               | 2014-15 | [ 3 ] |
| Кубок Колдера                                      | 2016    | [ 4 ] |
| Джэк Эй Баттерфилд Трофи                           | 2015-16 |       |